# Arabis karategina
Arabis karategina là một loài thực vật có hoa trong họ Cải. Loài này được Lipsky mô tả khoa học đầu tiên năm 1901.